# 原発性進行性失語
原発性進行性失語（primary progressive aphasia、PPA）は失語症が他の認知症症状よりも先行して出現し、緩徐に進行する臨床症候群である。背景病理としては神経変性疾患が想定されている。
原発性進行性失語の特徴は次のように述べられる。まず言葉の想起、物品呼称、言語の理解の障害がゆっくりと始まり進行する。言語以外の日常生活は、発症後少なくとも2年間は保たれ、顕著な記憶障害や行動障害は目立たない。しかしこの2年間でも失計算、観念運動失行、軽度の構成失行や保続を伴うことはある。
現在、原発性進行性失語症は臨床症状と神経画像所見に基づき、非流暢性/失文法性型（nfvPPA）、意味型（svPPA）、ロゴペニック型（lvPPA）の3つの主要サブタイプに分類される。この分類体系はGorno-Tempiniらによって2011年に提唱され広く受け入れられているが、これら3つの主要サブタイプに明確に合致しない混合型や非定型例も報告されている。各サブタイプには異なる分子病理学的基盤があり、非流暢性/失文法型はタウオパチー（主にFTLD-tau）、意味型はTDP-43プロテイノパチー（主にFTLD-TDP type C）、ロゴペニック型はアルツハイマー病理との関連性が高いことが示されている。また、GRN、MAPT、C9orf72などの遺伝子変異とサブタイプとの関連についても知見が蓄積されつつある

## 歴史
神経変性疾患における失語症の最初の記載は、1892年にアーノルド・ピックが重度の失語症を呈した71歳の男性を症例報告したことにはじまる。剖検所見では左側頭葉の著明な萎縮を認めており、ピックは脳の局所的な萎縮が失語症という特定の症状と関連するという、神経学的局在論の重要な証拠を提示した。ピックはその後も同様の症例報告を続けたが、彼自身の研究関心は次第に前頭葉病変に関連した行動障害へと移行していく。
ピックによる報告の後も神経変性疾患における失語症は断続的に報告されていたが、これが一つの独立した臨床単位として初めて体系化されたのは、1982年にマーセル・メスラムが6例の失語症患者を報告し、全般性認知症を伴わない緩徐進行性失語(slowly progressive aphasia without generalized dementia)と名付けたときである。これらの症例は、5例が異名性失語（anomic aphasia）、1例が純粋語聾（pure word deafness）を呈し、言語障害が緩徐に進行する一方で、長期間にわたって記憶、視空間能力、判断力などの認知機能が保たれていた。社会的機能も維持され、複数の患者は重度の失語にもかかわらず職業生活を継続することができていた。メスラムは、これらの症例がアルツハイマー病やピック病の典型的経過とは大きく異なること、また左上側頭回の生検を行った1例ではアルツハイマー病やピック病の神経病理所見が認められなかったことから、新たな臨床単位として提唱した。脳画像検査では全例で左シルビウス裂周囲領域の選択的萎縮を認めており、特定の脳領域の局所的変性が失語という特徴的な臨床症状を引き起こすという、神経変性疾患における選択性の原則を示唆した。1987年にはメスラム自身により現在の原発性進行性失語（primary progressive aphasia, PPA）という名称に変更された。
2001年にはメスラムによってPPAの臨床診断基準が発表された。1982年に最初に概念を発表したときから比べ、いくつかの変更がなされている。1つ目はPPAの患者の長期経過が明らかとなり、健忘段階を経てから失文法を伴う失語タイプと、理解障害を伴う失語タイプに移行するケースがあると明記されたこと。もう一つは同時期に研究が進んだ意味性認知症との関連と違いが強調されたことである。
2011年にGorno-TempiniによってPPAの診断基準が提唱された。これは2001年にメスラムが発表した診断基準をより精緻化し、サブタイプを修正したものである。オリジナルのPPAは既知の認知症とは異なる経過であることに重点をおいていたが、研究が進み長期経過や死後の剖検所見が蓄積されるに従い、PPAを前頭側頭葉変性症やアルツハイマー病などの神経変性疾患の臨床表現型として位置づけるようになった。そして現在まで続く3つのサブタイプが記載された。サブタイプの中核症状と補助的特徴、そして画像検査による典型的所見を明記することで、臨床や研究での診断の一致を図った。またGRN遺伝子、FTLD-17などの遺伝的要因についても詳細に記載された。現在でもこのGorno-Tempiniによる診断基準が用いられている。

## PPAの診断
以下の基準をすべて満たす必要がある。
1. 最も顕著な臨床症状は、言語障害である。
2. この言語障害は、日常生活の障害の主たる原因である。
3. 疾患の発症及び初期から、失語症は主要な症状である必要がある

除外基準としては、他の変性疾患以外の神経疾患や内科疾患、あるいは精神科診断ではこのPPAの症状がうまく説明されないこと、初期から顕著な記憶障害、視知覚障害、行動障害を呈さないことなどが挙げられている。
PPAの診断がついた場合、次項のサブタイプ分類に進む。

## 分類
|                               | 代表的な症状                     | 代表的な画像所見                                | 代表的な神経病理 |
| ----------------------------- | -------------------------------- | ----------------------------------------------- | ---------------- |
| 非流暢性/失文法型PPA（nfvPPA) | ・努力性発話 ・失文法 ・発語失行 | 左側後部前頭部〜島の萎縮/血流低下               | FTLD-tau         |
| 意味型PPA（svPPA）            | ・呼称障害 ・単語の理解障害      | 左側頭葉前部の萎縮/血流低下                     | FTLD-TDP         |
| ロゴペニック型PPA（lvPPA）    | ・語想起障害 ・復唱障害          | 左シルビウス裂領域後部及び頭頂葉の萎縮/血流低下 | AD               |

PPA, primary progressive aphasia; FTLD, frontotemporal lobar degeneration; AD, Alzhemer's disease

### 非流暢性/失文法型PPA（nonfluent/agrammatic variant PPA, nfvPPA)
もともとPPAは発話が困難になる運動性失語と、理解障害を伴う失語に分けられており、このnfvPPAは運動性失語に相当する。つまり単語や物品の理解は保たれる一方で、発話が努力性になり滞るようになったり（努力性発話）、文法の間違い（失文法）が起きたり、発話がのリズムやピッチ、アクセントといったプロソディの異常が出現する（発語失行）。病識は保たれており「うまく話せない」を主訴に受診することも多い。発語失行がある場合、まるで昔のロボットが話しているようなたどたどしくアクセントが歪んだ発話になる。復唱もできない。
前頭側頭葉変性症（FTLD）のサブタイプでは進行性非流暢性失語（PNFA, progressive nonfluent aphasia）に相当する。

### 意味型PPA（Semantic variant PPA, svPPA）
上記のnfvPPAとは対照的に、発話は流暢であるのに対し、見たものの名前が分からなかったり（呼称障害）、単語の理解障害がみられる。単語の意味記憶に障害があると考えられる。復唱や文法にも問題がない。ただし認知症によって認知機能や高次脳機能が全般的に低下してくると、単語の理解障害があるのか、他の高次脳機能や言語機能の問題であるのかを判断するのは難しいケースもある。
意味記憶（semantic memory）とはTulvingがエピソード記憶と対比するかたちで取り上げた長期記憶の下位分類である。意味記憶とは「イス」、「平方根」といった普遍的で体系化された概念的知識に属する情報であり時間的空間的文脈を伴わずに想起される点に特徴がある。対するエピソード記憶とは、個人の生活のある特定の時間にある場所で生起した事象に関する知識であり、しかも体験したときの感覚や情動までも再現される。すなわちエピソード記憶は文脈構造を伴って想起される。Tulvingは当初は意味記憶は言語の使用に必要な記憶と位置づけ、「こころの辞典」と表現した。2014年現在では言語に限らず相貌や物品など様々な知覚対象物の同定にかかわる知識を運用するシステムとしてとらえられている。
語義失語とは1943年に井村が名づけた臨床症候群である。復唱は良好であるが語の意味理解が障害され、古典論では超皮質性感覚失語に分類される失語型のひとつとされた。また書字では表音文字である仮名は保たれ、意味と関連性の高い漢字の読み書きに障害が現れる日本語特有の失語と考えられた。その後、語義失後は言語の音韻的側面や統語面が保たれる一方、語の意味的側面が重篤に障害される臨床像と理解されるようになった。語義失語の原因疾患はヘルペス脳炎や頭部外傷、低酸素脳症など様々であるが全例で左側頭葉優位に葉性萎縮をしている。1992年田邊らが19世紀末に記載した症例が語義失語に該当すると指摘した。
FTLDのサブタイプでは意味性認知症（SD, semantic dementia）に相当する。

### ロゴペニック型PPA（Logopenic variant PPA, lvPPA）
ロゴペニック型原発性進行性失語はGorno-Tempiniらが2004年にPPAの第3の亜型として提唱した臨床症候群である。ロゴペニック（logopenic）とは「言葉の欠乏」を意味する造語である。"logos"がギリシャ語で言葉や思考を表し、"penia"が欠乏や不足を表す。
自ら話すときや、物の名前を呼ぶときに、言葉が思い出せない（語想起障害）。そのため「あれ」「それ」を頻繁に使用し、発話は停滞する。また復唱が困難になる。他のサブタイプにみられるような失文法、単語理解障害などはみられない。語想起障害があるために発語はゆっくりになるが、nfvPPAのようにたどたどしかったり、アクセントがおかしいわけではない。
このタイプの病理所見はアルツハイマー病の病理を呈することが多く、FTLDのサブタイプには含まれていない。